# 巴多达
巴多达（Badoda），是印度中央邦Sheopur县的一个城镇。总人口15672（2001年）。

## 人口
该地2001年总人口15672人，其中男性8293人，女性7379人；0—6岁人口2914人，其中男1547人，女1367人；识字率48.14%，其中男性为60.73%，女性为33.99%。